# Маршали Тевтонського ордену
Маршал Тевтонського ордену (нім. Marschall) був військовим керівником Тевтонського ордену. Він не обирався, а призначався Великим магістром особисто, як і ще чотири вищі керівники ордена. В історичній літературі його посаду часто прирівнюють до посади «воєнного міністра". У прямі обов'язки маршала входило керівництво військовими операціями ордена. Велику частину часу проводив або у військових походах, або в Кенігсбергу, що був базою для збору братів ордена в походи проти Великого Князівства Литовського.

Хрест Тевтонського ордену

| Українське написання             | Верхньонімецьке написання         | Роки перебування на посаді          |
| -------------------------------- | --------------------------------- | ----------------------------------- |
| Генріх                           | Heinrich                          | 1208                                |
| ?                                | ?                                 | 1208-1215                           |
| Людвіг фон Хорфлегове            | Ludwig von Horflegowe             | 1215                                |
| ?                                | ?                                 | 1215-1228                           |
| Гюнтер фон Вюллерслєбен          | Gunther von Wüllersleben          | 1228-1230                           |
| ?                                | ?                                 | 1230-1239                           |
| Гірард фон Мауберге              | Girard von Mauberge               | 1239                                |
| Герхард фон Мальберг             | Gerhard von Malberg               | 1240                                |
| Гварнеріус фон Мереберк          | Guarnerius von Mereberc           | ????                                |
| Берлевін фон Фрайберг            | Berlewin von Freiberg             | 1242-1243                           |
| Альмеріх фон Вірцебург           | Almerich von Wirceburg            | 1244                                |
| Генріх Ботель                    | Heinrich Botel                    | 1244-1260                           |
| ?                                | ?                                 | 1260-1273                           |
| Конрад фон Тірберг Молодший      | Konrad von Thierberg              | 1273-1285                           |
| ?                                | ?                                 | 1285-1288                           |
| Конрад фон Тірберг Молодший      | Konrad von Thierberg              | 1288                                |
| ?                                | ?                                 | 1288-1312                           |
| Генріх фон Плоцке                | Heinrich von Plötzke (англ.)      | 1312-1320                           |
| ?                                | ?                                 | 1320-1331                           |
| Дітріх фон Альтенбург            | Dietrich von Altenburg            | 1331-1335                           |
| Генріх Дуземер                   | Heinrich Dusemer                  | 1335-1339                           |
| Хако                             | Hako                              | 1339-1342                           |
| Вінріх фон Кніпроде              | Winrich von Kniprode              | 1342-1346                           |
| Зігфрід фон Дахенфельт           | Siegfried von Dahenfelt           | 1347-1359                           |
| Хеннінг Шіндекопф                | Henning Schindekopf               | 1359-1370                           |
| Рюдігер фон Ельнер               | Rüdiger von Elner                 | 1370-1374                           |
| Готфрід фон Лінден               | Gottfried von Linden              | 1374-1379                           |
| Куно фон Хаттенштайн             | Kuno von Hattenstein              | 1379-1382                           |
| Конрад фон Валленроде            | Konrad von Wallenrode             | 1382-1387                           |
| Енгельгард Рабе                  | Engelhard Rabe                    | 1387-1392                           |
| Вернер фон Теттінген             | Werner von Tettingen              | 1392-1404                           |
| Ульріх фон Юнгінген              | Ulrich von Jungingen              | 1404-1407                           |
| Фрідріх фон Валленрод            | Friedrich von Wallenrod           | 1407 - 15 липня 1410                |
| Вакантне                         | Вакантне                          | Липень 1410-Серпень 1411            |
| Міхаель Кюхмайстер фон Штернберг | Michael Küchmeister von Sternberg | Серпень 1411 - 8 січня 1414         |
| Еберхард фон Валленфельс         | Eberhard von Wallenfels           | Січень 1414 - травень 1415          |
| Мартін фон дер Кемнате           | Martin von der Kemnate            | Червень 1415 - 10 січня 1422        |
| Ніколаус фон Гьорлітц            | Nikolaus von Görlitz              | 1422 - 15 березня 1422              |
| Ульріх Ценгер                    | Ulrich Zenger                     | 15 березня 1422 - 18 листопада 1422 |
| Людвіг фон Ландзее               | Ludwig von Landsee                | 18 листопада 1422 - 25 жовтня 1424  |
| Вальрабе фон Хунсбах             | Walrabe von Hunsbach              | 25 жовтня 1424 - листопад 1428      |
| Генріх Хольд                     | Heinrich Hold                     | 1428 - 11 липня 1431                |
| Йост фон Штрупперг               | Jost von Strupperg                | 11 липня 1431 - 6 квітня 1434       |
| Конрад фон Ерліхсгаузен          | Konrad von Erlichshausen          | 6 квітня 1434 - 17 жовтня 1436      |
| Вінцент фон Вірсберг             | Vinzent von Wirsberg              | 17 жовтня 1436 - 3 березня 1438     |
| Генріх фон Рабенштайн            | Heinrich von Rabenstein           | 3 березня 1438 - 1 березня 1440     |
| Конрад фон Ерліхсгаузен          | Konrad von Erlichshausen          | 1 березня 1440 - 12 квітня 1441     |
| Кіліан фон Ексдорф               | Kilian von Exdorf                 | 22 червня 1441 - лютий 1454         |

## Див.також
- Великі магістри Тевтонського ордену
- Великі комтури Тевтонського ордену